# Фёдоров, Мстислав Михайлович
Мстислав Михайлович Фёдоров (1908—1987) — советский учёный в области СВЧ-электроники, лауреат Ленинской премии (1963).

## Биография
Родился 23 декабря 1908 года в Санкт-Петербурге в семье рабочих Выборгского завода. В 1927—1929 гг. по окончании школы тоже работал там модельщиком.
Окончил Ленинградский политехнический институт по специальности «Радиофизика» (1934).
Работал в Центральной лаборатории по проблемам фотоэффекта, руководитель группы, вёл темы по цезиевым фотоэлектронным иконоскопам и таллиевым сопротивлениям.
В 1936 г. вместе со своей группой переведен на завод № 191 (Фрязино), возглавил проектирование и строительство цеха по производству таллиевых фотоэлементов, в котором стал старшим технологом. В 1937 году назначен заместителем, а затем начальником цеха, в котором возглавил группу проектирования, внедрения и освоения американской техники по изготовлению металлических радиоламп.
С 1938 года главный технолог завода.
После начала Великой Отечественной войны назначен директором части завода, эвакуированной в Уфу. После болезни и лечения в Москве — главный инженер завода № 617 (Новосибирский электровакуумный завод № 617, он же «НЭВЗ», он же п/я 92).
С 1948 г. начальник 5-го Главного Управления Министерства промышленности средств связи (МПСС), в ведении которого находился Фрязинский НИИ-160.
В 1952 г. — в командировке в Чехословакии в качестве советника Министра среднего машиностроения СССР для помощи в организации электровакуумной промышленности. С 1952 зам. директора, с 1953 по 1961 директор НИИ-160, который при его руководстве занял ведущее место в советской СВЧ-электронике. В этот период было построено несколько профильных заводов. Способствовал проведению НИОКР по созданию систем ПВО и ПРО — С-25, С-75, А-35, С-200, С-125 и др.
С 1961 по 1965 год заместитель председателя Государственного комитета по электронной технике СССР. В 1965 году возглавил НИВИ (Научно-исследовательский вакуумный институт).
Умер 30.12.1987 в результате продолжительной тяжёлой болезни.
Лауреат Ленинской премии (1963). Награждён двумя орденами Трудового Красного Знамени, орденами Красной Звезды, Октябрьской Революции, «Знак Почёта», медалями.